# Palmové srdce

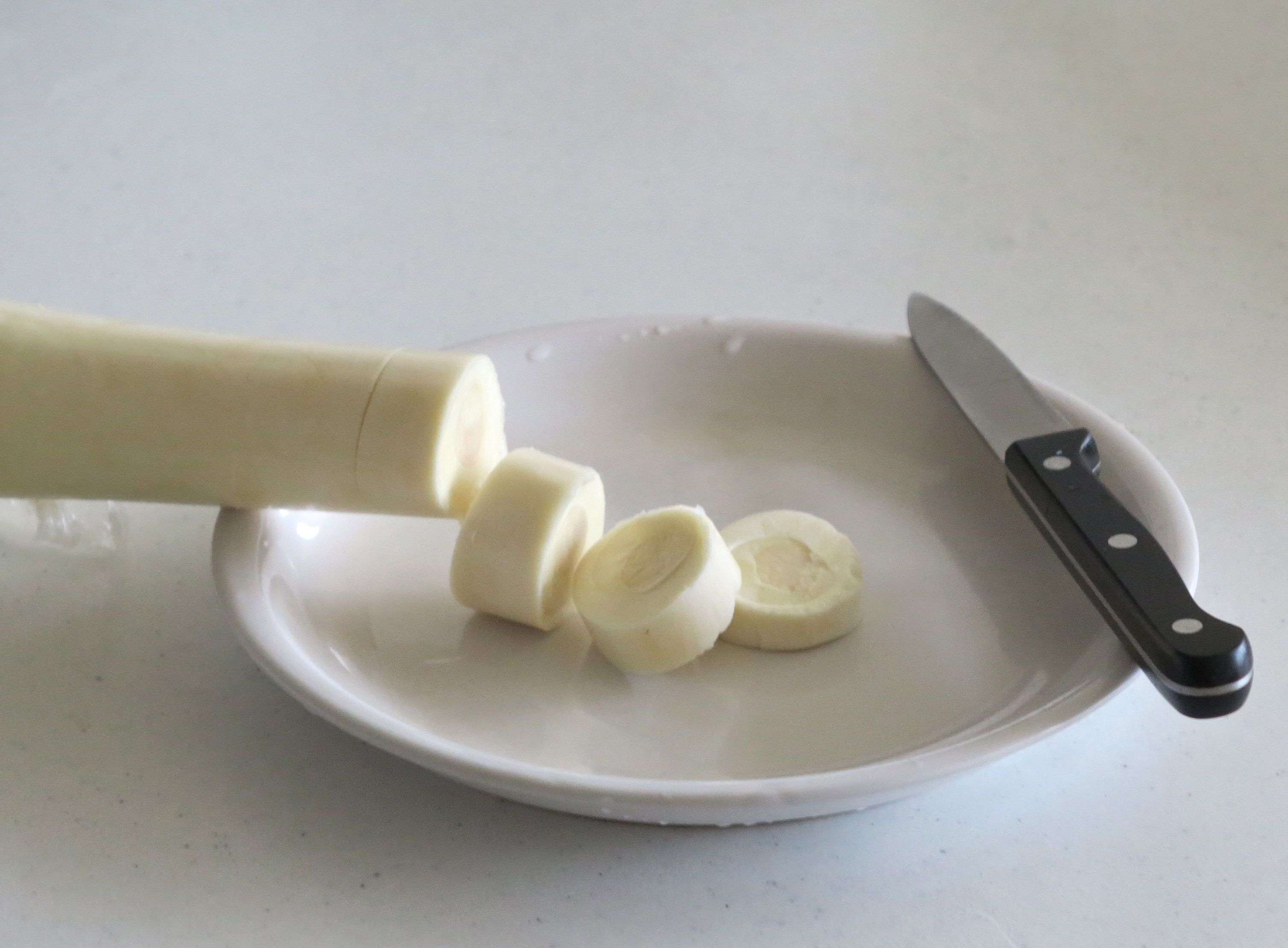
Čerstvé palmové srdce

Palmové srdce (také srdce palmy, palmové srdíčko apod.) je zelenina tvořená jádrem a vegetačním vrcholem (pupenem) některých palem, zejména kokosu (Cocos nucifera), jucary (Euterpe edulis), euterpy brazilské (Euterpe oleracea), sabalu (Sabal) a moukně ztepilé (Bactris gasipaes). Palmové srdce se může jíst samotné a často se přidává do salátů.
Některé odrůdy palem se pro tento účel přímo pěstují jako alternativa k získávání této zeleniny z volně rostoucích palem. Hlavní odrůdou pro tento účel je moukeň ztepilá, nejčastější druh používaný pro výrobu konzervovaných palmových srdcí. Moukně vytvářejí mnoho stonků, až 40 na jedné rostlině. To umožňuje producentům snížit náklady tím, že z palmy sklidí několik stonků, aniž by ji zahubili. Další výhodou je, že moukeň byla vyšlechtěna, aby neměla trny. Vzhledem k tomu, že sklizeň je stále pracná, jsou palmová srdce považována za vzácnou lahůdku. Palmová srdce se produkují zejména v Latinské Americe a jihovýchodní Asii.